# Tibor Rafael
Tibor Rafael (Komárno, Checoslovaquia, 25 de enero de 1970-1 de julio de 2014) fue un deportista eslovaco que compitió en boxeo.
Ganó una medalla de bronce en el Campeonato Mundial de Boxeo Aficionado de 1993 y una medalla de plata en el Campeonato Europeo de Boxeo Aficionado de 1993, ambas en el peso ligero.
En octubre de 2001 disputó su primera pelea como profesional. En su carrera profesional tuvo en total 54 combates, con un registro de 7 victorias, 45 derrotas y dos empates

## Palmarés internacional
| Campeonato Mundial | Campeonato Mundial  | Campeonato Mundial | Campeonato Mundial |
| Año                | Lugar               | Medalla            | Categoría          |
| ------------------ | ------------------- | ------------------ | ------------------ |
| 1993               | Tampere (Finlandia) | Medalla de bronce  | 60 kg              |
| Campeonato Europeo |                     |                    |                    |
| Año                | Lugar               | Medalla            | Categoría          |
| 1993               | Bursa (Turquía)     | Medalla de plata   | 60 kg              |